# Rjazanyi terület
A Rjazanyi terület (oroszul: Рязанская область) az Oroszországi Föderációt alkotó jogalanyok egyike (szubjekt), önálló közigazgatási egység, a Központi Körzethez tartozik. Az európai országrész központi részén, az Oka folyó középső és alsó szakasza mentén fekszik.
Északon a Vlagyimiri, északkeleten a Nyizsnyij Novgorod-i, délkeleten a Penzai, délen a Tambovi és a Lipecki, nyugaton a Tulai, északnyugaton a Moszkvai terület, keleten Mordvinföld határolja. Székhelye Rjazany, Moszkvától mindössze 196 km-re.
Területe 39 600 km²; lakossága 1 194 800 fő (2005), a népsűrűség 30,2 fő/km².

## Természetföldrajz

### Domborzat, vízrajz
A terület a Közép-orosz-hátság és a Volgamenti-hátság között kialakult hatalmas medencében, az Oka–Don-alföld északi részén fekszik. Legnagyobb folyója, az Oka két részre osztja: az alacsonyabban fekvő északi, erdős vidékre, melynek nagyobbik része a Mescsora-alföld; valamint a szárazabb déli részre, ahol az erdőzóna fokozatosan erdős sztyeppébe megy át. Magasabban fekvő vidékek csupán nyugaton találhatók, ahová átérnek a Közép-orosz-hátság nyúlványai. A tengerszint feletti legmagasabb pont 236 m.
A felszíni vizeket az Oka gyűjti össze, mely alacsony esésű alföldi folyóként, számtalan éles kanyart alkotva halad végig a területen. Mellékfolyói jobbról a Pronya, a Para és itteni legnagyobb mellékfolyója, a Moksa (a Cnával együtt); balról a Gusz és a Mescsora-alföldet átszelő Pra.
A Mescsora-alföld jellemzője a rendkívül sok kisebb-nagyobb tó, láp, mocsár. Ez a vidék az utolsó jégkorszak idején alakult ki, amikor a mozgásban lévő jégtakaró a felszínt síksággá gyalulta. Az általa kivájt mélyedéseket a jég visszahúzódásakor olvadékvizek töltötték ki. A legnagyobb tavak a Moszkvai területtel határos északnyugati részen képződtek, többségük átlagos mélysége nem haladja meg a 2 m-t. Néhány mélyebb tó azonban valószínűleg termokarsztos eredetű, például az 50 m-es mélységet is elérő Beloje-tó.

### Ásványkincsek
A terület legfontosabb ásványkincse a vastag rétegeket alkotó, jó minőségű tőzeg. Pontosan 1229 lelőhelye ismeretes, ám ezek egyenként általában nem túl gazdagok. Számottevőek a készletek barnakőszénből, melynek lelőhelyei a moszkvai szénmedencéhez tartoznak. Fontosak és jól hasznosíthatók az építőipari alapanyagok: mészkő, agyag, homok; továbbá a tűzálló- és a magas olvadáspontú agyagok, melyek a tégla, a kerámia burkolólapok, illetve a szaniteráruk gyártásának alapanyagai. Jelentős tartalékok vannak a cementgyártásnál használatos mészkőből is.

### Éghajlat
Az éghajlat mérsékelten kontinentális. A januári középhőmérséklet –11 °C, a júliusé 19 °C.
Északon a fagymentes napok száma évente 130, délen 149 körül mozog. Az első fagyok néha már szeptemberben beköszöntenek, az állandó hótakaró november végén alakul ki és 135-145 napig megmarad. A csapadék évi mennyisége 500–550 mm, ennek 25-30%-a hó. A legtöbb csapadék a nyári hónapokban hull, északnyugatról délkelet felé fokozatosan csökkenő mennyiségben.

### Növény- és állatvilág
Évszázadokkal ezelőtt a Mescsorai-alföld is része volt annak a hatalmas, egybefüggő erdőségnek, amely a térséget egészen a mai Brjanszki-erdőig borította. Ma az alföld 50%-át, a régió összterületének pedig mintegy 27%-át borítja erdő, ennek valamivel több mint a fele tűlevelű erdő. A homokos, kevéssé vizenyős részeken erdeifenyő-erdők, az alacsonyabban fekvő helyeken tölgyesek húzódnak, az erdőirtások helyén sok a nyír- és a nyárfa, a kisebb folyók vízválasztóin lucfenyők nőnek. A nagyobb folyók mentén kiterjedt füves rétek terülnek el.
Az erdőkben rendkívül sokféle bogyós cserje, köztük málna, több áfonya-féle, mogyoró található.
A mocsarak, lápok élővilága rendkívüli változatosságot mutat. A lápok szokásos vízi növényzete: hínár, sás, mohák, páfrányok mellett jellegzetes növénytársulások: láprétek, zsombékosok, láperdők bőven fordulnak elő.
A tavak és lápok világa a vízimadarak igazi paradicsoma. Ősszel, de főleg a tavaszi olvadás után költözőmadarak, récék, szalonkák, vadkacsa-félék hatalmas csapatai lepik el a vidéket. Különösen gazdag az állatvilág az Oka menti védett területen, melynek emblémája egyébként egy ritka madárfaj, a fekete gólya. Csupán verébalakúakból kb. 100 fajt számoltak össze; a bagolyfélék közül gyakori a mocsári, a macskabagoly és az uhu, a ragadozómadarak közül a héja-féle, a vörös vércse, a halászsas.
Az erdők nagyobb emlősállatai a jávorszarvas, a vaddisznó, a hiúz, a vörös róka, ritkán előfordul farkas is. A kisebb emlősöket többek között hermelin, borz, nyest, menyét, vidra képviseli.

### Természetvédelem
Az Oka természetvédelmi területet 1935-ben létesítették a Mescsora-alföld keleti részén, a Szpasszki járásban. A Pra folyó alsó szakaszának bal partján kialakított 55 744 hektárnyi védett területet, mely 1985 óta bioszféra-rezervátum is, több mint 21 000 ha védőzóna veszi körül.
A Rjazanyi terület északi vidékén 1992-ben létrehozott Mescsorai Nemzeti Park a tájegység jellegzetes természeti és kulturális értékeinek védelmét és megismertetését szolgálja. A 103 000 ha-os park többek között a nevezetes Klepiki-tavak vidékét és annak mocsárvilágát, a Pra kanyargós völgyét, valamint a Pra és a Szolotcsa folyó vízválasztóján elterülő sekély tavak rendszerét foglalja magában.

## Történelem
A vidéket eredetileg a finnugor merják, muromák, mescserák és mordvinok lakták, a 10. században már szláv népek: vjaticsok és radimicsek uralták a környéket. A régi Rjazany eredetileg a mai várostól 60 km-re délkeletre, az Oka partján létesült a 11. század második felében, a következő évszázadban pedig már fejedelmi székhely volt. Miután 1237-ben Batu kán mongol csapatai elfoglalták és felégették, a fejedelemség székhelye a 14. században a mai Rjazany helyén fekvő városba tevődött át. A fejedelemségek közötti hatalmi harcból a Rjazanyi Fejedelemség is kivette részét, de 1521-ben végleg az orosz földeket egyesítő moszkvai államhoz csatlakozott.

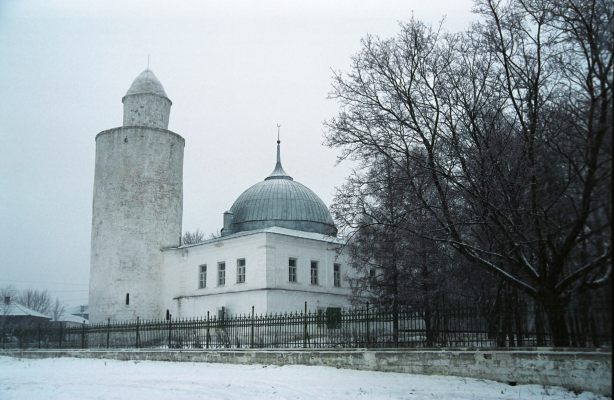
Minaret Kaszimov városban

Az Oka alsó folyásán fekvő Gorogyec-Mescsorszkij városát (ma: Kaszimov, a Rjazanyi terület második legnagyobb városa) és vidékét II. Vaszilij moszkvai nagyfejedelem a Kazanyi Kánság egyik pártütő tatár urának, Kaszimnak adományozta (1452). Az így létrejött sajátos ütközőállam, az ún. kaszimovi kánság a moszkvai állam vazallusaként egy évszázadon át (Kazany bevételéig, 1552) fontos szerepet játszott a Kazanyi Kánság és Moszkva kapcsolatában. A kánság formálisan 1681-ig állt fenn.
A térség 1708-ban a Moszkvai kormányzóság része lett. 1719-ben megalakították a Rjazanyi provinciát, majd helyette 1778-ban a Rjazanyi kormányzóságot. A 18. században megjelentek az első vaskohók, textilmanufaktúrák, később üveggyárak. A 19. században az Okán megindult a gőzhajózás, 1863-ban elkészült a Moszkva–Kazany-vasútvonal Rjazanyig érő szakasza. 1929-ben a Rjazanyi kormányzóság a Moszkvai terület része lett, majd onnan leválasztva 1937-ben létrehozták a Rjazanyi területet.

## Gazdaság
Gazdasági szempontból a Rjazanyi terület az Oroszországi Föderáció Központi Gazdasági Körzetének része.

### Ipar
A terület régebben nem tartozott a nagy ipari központok közé, ez a helyzet azonban a második világháború után hamarosan megváltozott. Jelenleg a foglalkoztatottak 28%-a az iparban dolgozik (a kisvállalkozások nélkül), összesen mintegy 1800 kisebb-nagyobb iparvállalat működik. A kitermelőipar elsősorban az építőanyagok bányászatára (mészkő, agyag, homok) korlátozódik. A barnaszén bányászatát (Szkopin város mellett) 1989-ben végleg beszüntették. Jelentősebb ásványkincsek híján az ipari termelésben vezető helyen áll a feldolgozóipar.
Meghatározó ágazatok: kőolajfeldolgozás és olajszármazékok, szintetikus szálak előállítása; elektrotechnikai készülékek és berendezések gyártása; kohászat; szerszámgépgyártás; mezőgazdasági gépek (kombájnok) és gépkocsialkatrészek, utánfutók gyártása; műszerek, számítástechnikai eszközök előállítása; élelmiszeripar; bőr- (krómbőr készítése) és cipőipar. Az iparvállalatok többsége Rjazanyban települt, ezek a gyárak adják az ipari termelés kb. 60%-át. További fontos ipari városok:
- Kaszimov: vendéglátóipari és kereskedelmi hűtőgépek, fagyasztók készítése; téglagyár; kerámialapok gyára.
- Szkopin: színesfémkohászat („Metallurg”); gépgyártás; üveggyár, tejfeldolgozó kombinát; háziipari tevékenység (hagyományos termék a híres szkopini kerámia).
- Mihajlov: nagy kapacitású (1,8 millió tonna/év) cementgyár; 2007 folyamán újabb cementgyár építését tervezik, hasonlóan nagy kapacitással.

### Mezőgazdaság
Az agráriumban jelenleg mintegy 400, – különböző tulajdonformában működő, – mezőgazdasági vállalat gazdálkodik, és 2400 körül van a paraszti- (farmer-) gazdaságok száma. A talajok minősége térségenként változó: északon a gyengébb minőségű podzolok, lápos-, illetve szürke erdőtalajok, délen jobbára a termékenyebb podzolos csernozjomok az uralkodók. A völgyekben alluviális réti- vagy lápos talajok találhatók.
A mezőgazdaság vezető ágazata az állattenyésztés, ezért a szántóföldi növénytermesztésben – a kenyérgabona mellett – számottevő a szarvasmarha-tenyésztéshez szükséges takarmánynövények vetésterülete. A mezőgazdasági hasznosítású földek kb. 53%-a szántó, az Oka és mellékfolyóinak völgyeiben sok a legelő, a kaszáló. A városok ellátásában a hagyományos tejtermékek, burgonya, zöldség mellett fontos szerepet játszanak az ún. „baromfigyárak” (brojlercsirke).

### Közlekedés
A területet keleti és déli irányban átszelő vasúti fővonalak és országos jelentőségű autóutak közvetlen kapcsolatot biztosítanak mind a szomszédos régiókkal, mind a Volga alsó szakaszának (Szaratov, Szamara) és a Dél-Urál gazdaságilag is fontos körzeteivel. A legnagyobb forgalmú közlekedési csomópontok: Rjazany, Rjazsszk, Ribnoje, Szaszovo.
A legfontosabb víziút hagyományosan az Oka, mely a Volga mellékfolyójaként összeköttetést teremt az északi és a déli országrészekkel. Nagyobb folyami kikötők: Rjazany és Kaszimov. Az Oka két mellékfolyója, a Moksa és a Cna szintén hajózható.
A helyközi forgalom zömmel autóbuszokon bonyolódik. Moszkva és Rjazany között hétköznapokon kb. 35, hét végén 50 autóbuszjárat közlekedik. Rjazany-Moszkva és Rjazany-Voronyezs között kiemelt komfortfokozatú expresszvonatok biztosítanak kényelmes és gyors kapcsolatot.

## Népesség
A terület lakossága 1 194 800 fő (2005), ebből a városban lakók aránya összesen 69,6% (2005). A népsűrűség 30,2 fő/km².
Nemzetiségi összetétel a 2002-es népszámlálási adatok szerint (ezer fő): oroszok (1161,4); ukránok (12,7); mordvinok (7,3); tatárok (5,6); örmények (4,5); belaruszok (3,5); azeriek (2,9); cigányok (2,2); németek (1,6); csuvasok (1,3); moldávok (1,1). (A többi nemzetiség 1000 fő alatt.)

### A legnépesebb települések

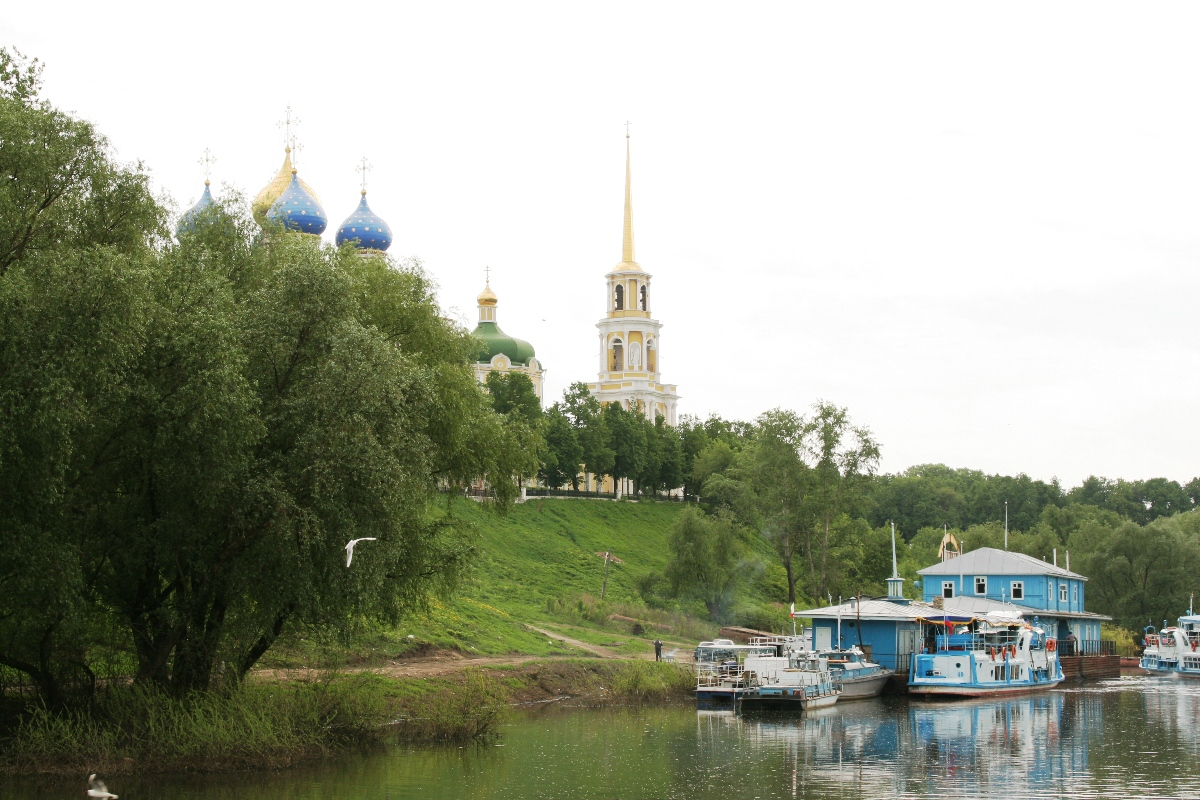
A Kreml Rjazanyban, az Oka felől.

A lélekszám 2005. január 1-jén (ezer fő):
- Rjazany –	515,9
- Kaszimov – 34,9
- Szkopin –	 32,3
- Szaszovo – 30,0
- Rjazsszk – 22,4
- Novomicsurinszk – 20,4
- Ribnoje –	19,1
- Silovo – 16,2
- Korablino – 14,2
- Mihajlov – 13,0
- Szpasszk-Rjazanszkij – 8,5

## Közigazgatás
A Rjazanyi terület élén a kormányzó áll.
- Georgij Ivanovics Spak: 2004. április 12. – 2008. április 12.

Hivatásos katona, vezérezredes; hosszú katonatiszti életpálya áll mögötte. Egy légideszant-ezred parancsnokaként részt vett az afganisztáni háborúban, később a csecsenföldi hadműveletekben is. 1996 és 2003 között az orosz légideszant-haderők főparancsnoka volt.
- Oleg Ivanovics Kovaljov: 2008. április 12. óta.
- Nyikolaj Viktorovics Ljubimov: 2017. február 14. – 2022. május 10. Hivatali idejének lejárta előtt saját kérésére – több regionális vezetővel egyidőben – felmentették.
- Pavel Viktorovics Malkov – 2022. május 10-től Putyin elnök által megbízott kormányzó. Megbízatása a szeptemberben esedékes kormányzói választásig szól.[1]

2006 óta a Rjazanyi területen 314 helyi önkormányzat működik. Közülük 4 városi körzet (gorodszkoj okrug) és 25 járás (rajon), továbbá 31 városi község (gorodszkoje poszelenyije) és 254 falusi község (szelszkoje poszelenyije). A városi körzetek és a járások a következők:

### Városi körzetek
- Kaszimov város önkormányzata
- Rjazany város önkormányzata
- Szaszovo város önkormányzata
- Szkopin város önkormányzata

### Járások
A közigazgatási járások neve, székhelye és 2010. évi népességszáma az alábbi:
| Magyar név                                                             | Orosz név             | Székhely              | Lélekszám |
| ---------------------------------------------------------------------- | --------------------- | --------------------- | --------- |
| Csucskovói járás                                                       | Чучковский район      | Csucskovo             | 8 700     |
| Jermisi járás                                                          | Ермишинский район     | Jermis                | 8 879     |
| Kadomi járás                                                           | Кадомский район       | Kadom                 | 8 494     |
| Kaszimovi járás                                                        | Касимовский район     | Kaszimov              | 29 602    |
| Klepiki járás                                                          | Клепиковский район    | Szpasz-Klepiki        | 25 476    |
| Korablinói járás                                                       | Кораблинский район    | Korablino             | 22 941    |
| Mihajlovi járás                                                        | Михайловский район    | Mihajlov              | 35 223    |
| Miloszlavszkojei járás                                                 | Милославский район    | Miloszlavszkoje       | 13 455    |
| Novaja Gyerevnya-i járás (neve 2012-től: Alekszandro-nyevszkiji járás) | Новодеревенский район | Alekszandro-Nyevszkij | 11 818    |
| Pityelinói járás                                                       | Пителинский район     | Pityelino             | 5 893     |
| Pronszki járás                                                         | Пронский район        | Pronszk               | 31 393    |
| Putyatyinói járás                                                      | Путятинский район     | Putyatyino            | 7 511     |
| Ribnojei járás (Rjazanyi terület)                                      | Рыбновский район      | Ribnoje               | 35 585    |
| Rjazanyi járás                                                         | Рязанский район       | Rjazany               | 56 869    |
| Rjazsszki járás                                                        | Ряжский район         | Rjazsszk              | 29 026    |
| Sacki járás                                                            | Шацкий район          | Sack                  | 24 414    |
| Silovói járás                                                          | Шиловский район       | Silovo                | 40 334    |
| Szapozsoki járás                                                       | Сапожковский район    | Szapozsok             | 10 901    |
| Szarai járás                                                           | Сараевский район      | Szarai                | 17 810    |
| Szaszovói járás                                                        | Сасовский район       | Szaszovo              | 18 504    |
| Szkopini járás                                                         | Скопинский район      | Szkopin               | 27 080    |
| Szpasszki járás                                                        | Спасский район        | Szpasszk-Rjazanszkij  | 30 388    |
| Sztarozsilovói járás                                                   | Старожиловский район  | Sztarozsilovo         | 17 136    |
| Uholovói járás                                                         | Ухоловский район      | Uholovo               | 9 532     |
| Zaharovói járás                                                        | Захаровский район     | Zaharovo              | 9 136     |